# Taenaris albius
Taenaris albius är en fjärilsart som beskrevs av Brooks 1950. Taenaris albius ingår i släktet Taenaris och familjen praktfjärilar. Inga underarter finns listade i Catalogue of Life.